# Йошкар-Олинская ТЭЦ-2
Йошкар-Олинская ТЭЦ-2 — теплоэлектроцентраль, расположенная в городе Йошкар-Ола Республики Марий Эл, обеспечивающая электрической и тепловой энергией жилищно-коммунальный сектор и промышленные предприятия города. Является крупнейшей электростанцией Марий Эл. Входит в состав филиала «Марий Эл и Чувашии» ПАО «Т Плюс». Часто называется Йошкар-Олинской ТЭЦ, хотя это наименование может приводить к путанице, так как в городе кроме ТЭЦ-2 имеется ещё одна ТЭЦ — Йошкар-Олинская ТЭЦ-1.
ТЭЦ-2 — одна из немногих электростанций, возведенных в постперестроечный период.
Работу станции обеспечивают 240 человек.

## Основные производственные показатели
Установленная электрическая мощность станции на конец 2013 года составляет 195 МВт (79,1 % от общей установленной мощности электростанций Республики Марий Эл), установленная тепловая мощность — 660 Гкал/ч. В составе станции две паровые турбины мощностью 80 и 115 МВт, два энергетических котла, три водогрейных котла. Тепловая нагрузка покрывается преимущественно отработавшим паром. Водогрейные котлы подключаются к работе лишь в исключительных случаях — для покрытия пиковых теплофикационных нагрузок при возникновении аварийных ситуаций или резком снижении температуры наружного воздуха.
| Показатель                          | 2003  | 2004  | 2005    | 2006    | 2007    | 2008    | 2009  | 2010  | 2011  | 2012  | 2013  |
| ----------------------------------- | ----- | ----- | ------- | ------- | ------- | ------- | ----- | ----- | ----- | ----- | ----- |
| Выработка электроэнергии, млн кВт⋅ч | 915,1 | 969,9 | 1 109,0 | 1 016,4 | 1 025,1 | 1 025,3 | 855,7 | 917,9 | 867,1 | 756,1 | 734,7 |
| Отпуск тепла, тыс. Гкал             |       | 902,6 | 999,7   | 960,2   | 902,2   | 862,9   | 910,0 | 977,0 | 981,0 | 866,0 | 920,6 |

## История
20 мая 1977 года Министерством энергетики и электрификации СССР Украинскому отделению института «ВНИПИэнергопром» г. Киева было выдано задание № 8-530 на разработку технического проекта ТЭЦ г. Йошкар-Олы. 16 июня 1978 года Приказом Минэнерго СССР был утвержден технический проект Йошкар-Олинской ТЭЦ, а спустя пять лет, в декабре 1983 года после пуска первого водогрейного котла, приказом Минэнерго СССР от 2 марта 1984 года № 65 организовано новое предприятие — Йошкар-Олинская ТЭЦ.
В декабре 1984 года был пущен в эксплуатацию второй водогрейный котёл. В 1990 году был введен в работу третий водогрейный котёл. Из-за экономической ситуации в стране строительство генерирующих мощностей затягивалось. Прорывом в решении этой проблемы стало подписание в октябре 1993 года договора с РАО «ЕЭС России» о совместном строительстве станции. Совместное финансирование строительства со стороны РАО «ЕЭС России» и ОАО «Мариэнерго» (а фактически со стороны Республики Марий Эл) позволило 30 июня 1994 года ввести в эксплуатацию первый энергоблок с турбиной марки ПТ-80/100-130/13 мощностью 100 мегаватт, произведенной на Ленинградском металлургическом заводе.
16 декабря 1999 года был введен в эксплуатацию второй энергоблок с турбиной марки Тп-115/125-130-1 мощностью 115 МВт, произведенной на ТМЗ. Оборудование, установленное на этом энергоблоке, в то время можно было считать уникальным: паровых турбин и турбогенераторов подобной конструкции заводом-производителем было выпущено лишь три экземпляра, один из которых и был установлен в Марий Эл. На пуск второго блока в Марий Эл прибыл глава РАО «ЕЭС России» Анатолий Чубайс, который отметил в ходе визита весомые успехи марийской энергетики.
1 января 2005 года Йошкар-Олинская ТЭЦ-2 выделилась из структуры ОАО «Мариэнерго». 1 июля 2005 года Йошкар-Олинская ТЭЦ-2 в качестве Марийского филиала вошла в состав ОАО «ТГК-5» — компании, объединяющей генерирующие мощности Удмуртии, Марий Эл, Чувашии и Кировской области. С 1 января 2009 года электростанции ТГК-5, расположенные в Республиках Чувашия и Марий Эл, объединены в узловой филиал дивизиона «Генерация Урала» ЗАО «Комплексные энергетические системы».

## Перечень основного оборудования
| Агрегат                              | Тип              | Изготовитель | Количество | Ввод в эксплуатацию     | Основные характеристики | Основные характеристики | Источники |
| Агрегат                              | Тип              | Изготовитель | Количество | Ввод в эксплуатацию     | Параметр                | Значение                | Источники |
| ------------------------------------ | ---------------- | ------------ | ---------- | ----------------------- | ----------------------- | ----------------------- | --------- |
| Оборудование паротурбинных установок |                  |              |            |                         |                         |                         |           |
| Паровой котёл                        | ТПЕ-430А         | —            | 2          | 1994 г. 1999 г.         | Топливо                 | газ                     | [ 6 ]     |
| Паровой котёл                        | ТПЕ-430А         | —            | 2          | 1994 г. 1999 г.         | Производительность      | 500 т/ч                 | [ 6 ]     |
| Паровой котёл                        | ТПЕ-430А         | —            | 2          | 1994 г. 1999 г.         | Параметры пара          | 140 кгс/см2, 560 °С     | [ 6 ]     |
| Паровая турбина                      | ПТ-80/100-130/13 | —            | 1          | 1994 г.                 | Установленная мощность  | 80 МВт                  | [ 6 ]     |
| Паровая турбина                      | ПТ-80/100-130/13 | —            | 1          | 1994 г.                 | Тепловая нагрузка       | — Гкал/ч                | [ 6 ]     |
| Паровая турбина                      | Тп-115/125-130-1 | —            | 1          | 1999 г.                 | Установленная мощность  | 115 МВт                 | [ 6 ]     |
| Паровая турбина                      | Тп-115/125-130-1 | —            | 1          | 1999 г.                 | Тепловая нагрузка       | — Гкал/ч                | [ 6 ]     |
| Водогрейное оборудование             |                  |              |            |                         |                         |                         |           |
| Водогрейный котёл                    | КВГМ-100/150     | —            | 3          | 1983 г. 1984 г. 1990 г. | Топливо                 | газ                     | [ 6 ]     |
| Водогрейный котёл                    | КВГМ-100/150     | —            | 3          | 1983 г. 1984 г. 1990 г. | Производительность      | 100 Гкал/ч              | [ 6 ]     |